# Болдина Гора (парк)
Бо́лдина Гора́ — парк-пам'ятка садово-паркового мистецтва місцевого значення в Україні. Розташований у місті Чернігів, при вул. О. Довженка.
Площа 6 га. Статус дано згідно з рішенням Чернігівського облвиконкому від 08.09.1958 року № 861; від 10.06.1972 року № 303; від 27.12.1984 року № 454; від 28.08.1989 року № 165. Перебуває у віданні: Чернігівське РБД «Зеленбуд».
Статус дано для збереження парку, закладеного на мальовничих пагорбах за назвою Болдині гори. Пагорби здіймаються на 20—35 м. над правобережною заплавою Десни. В межах парку розташовані археологічні та історичні пам'ятки: Кургани Безіменний і Гульбище, Антонієві печери, Іллінська церква, могила Михайла Коцюбинського.

## Галерея

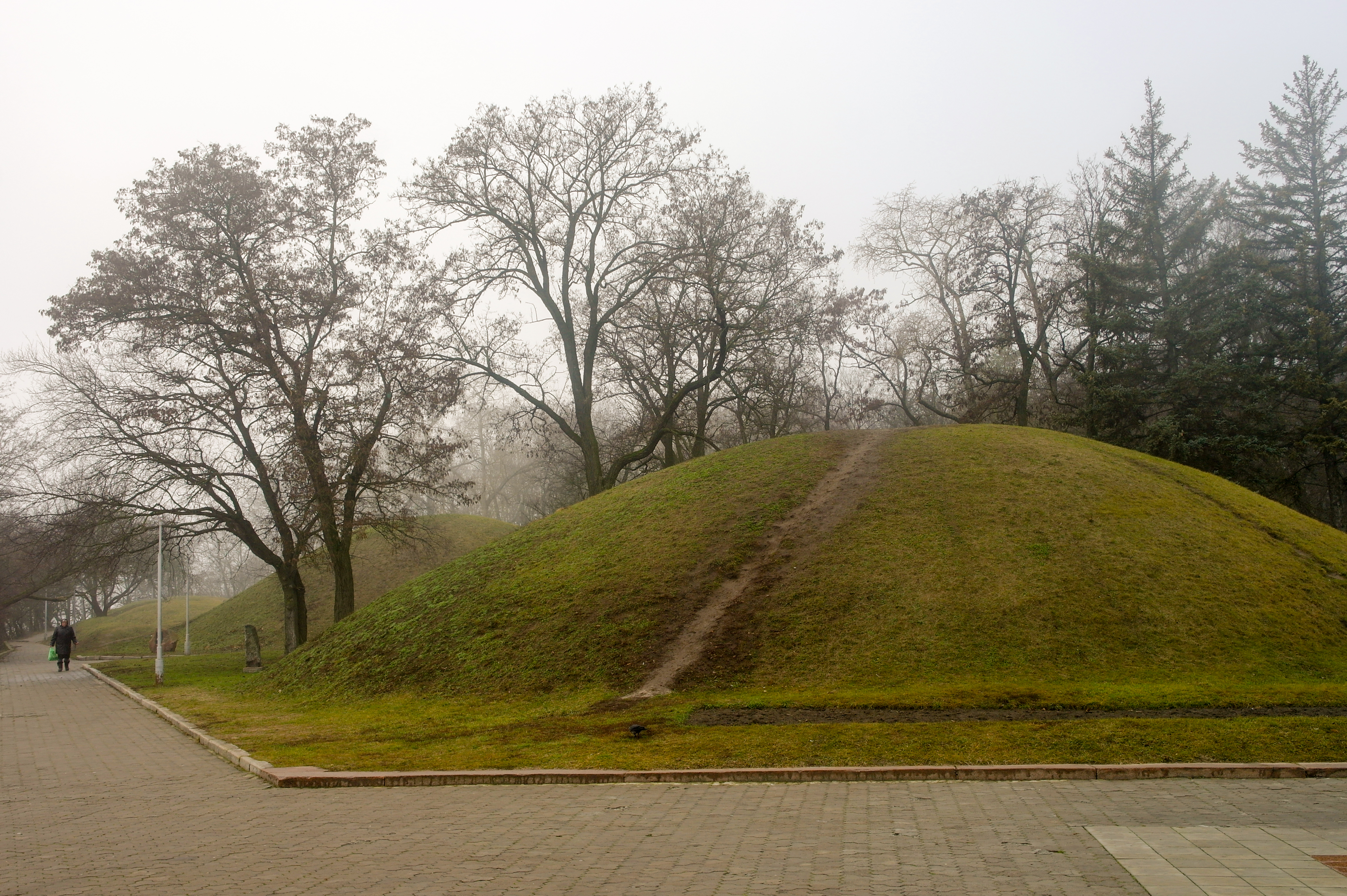
Болдина Гора у грудні 2015 р.
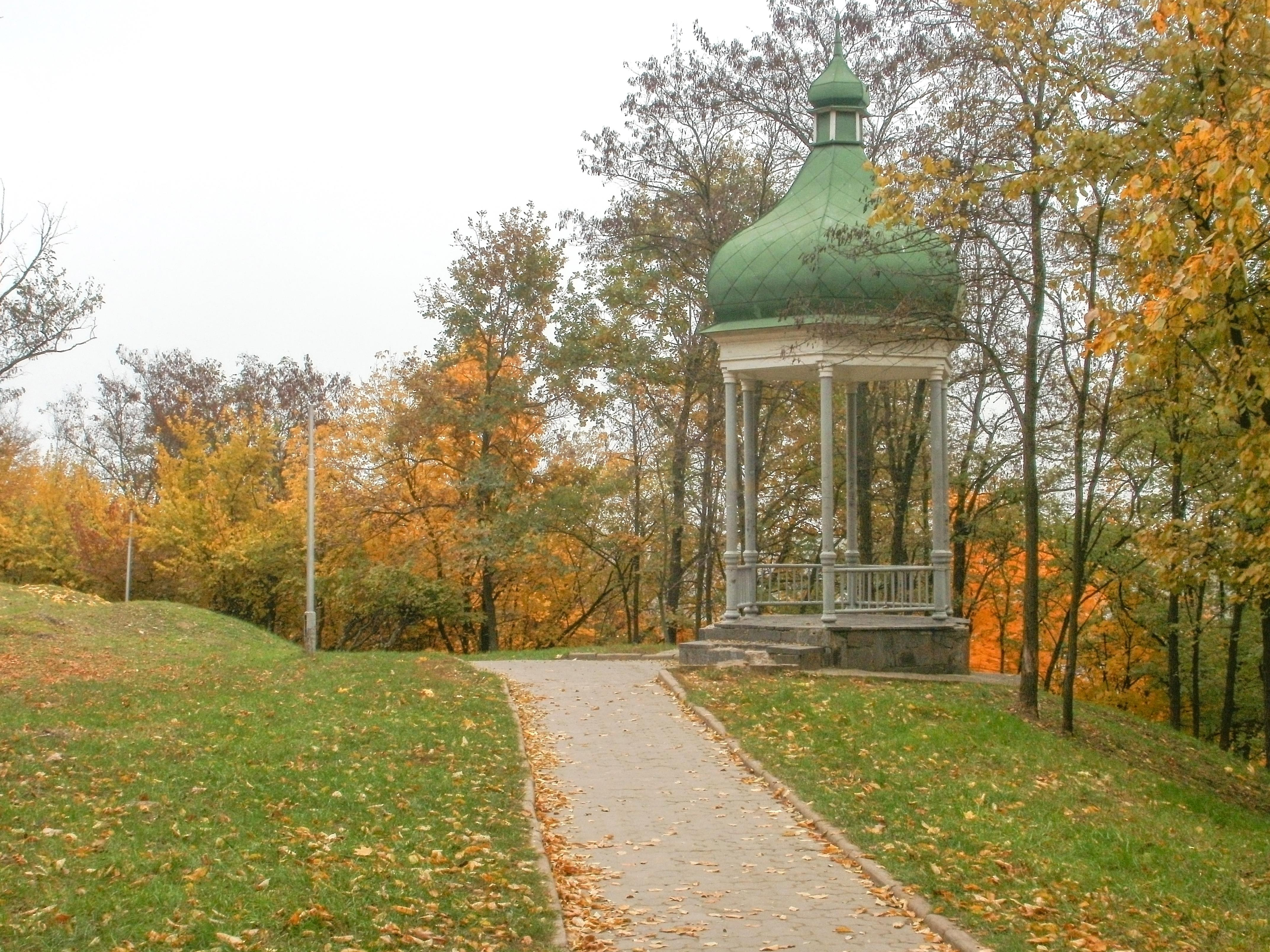
Болдина гора, альтанка
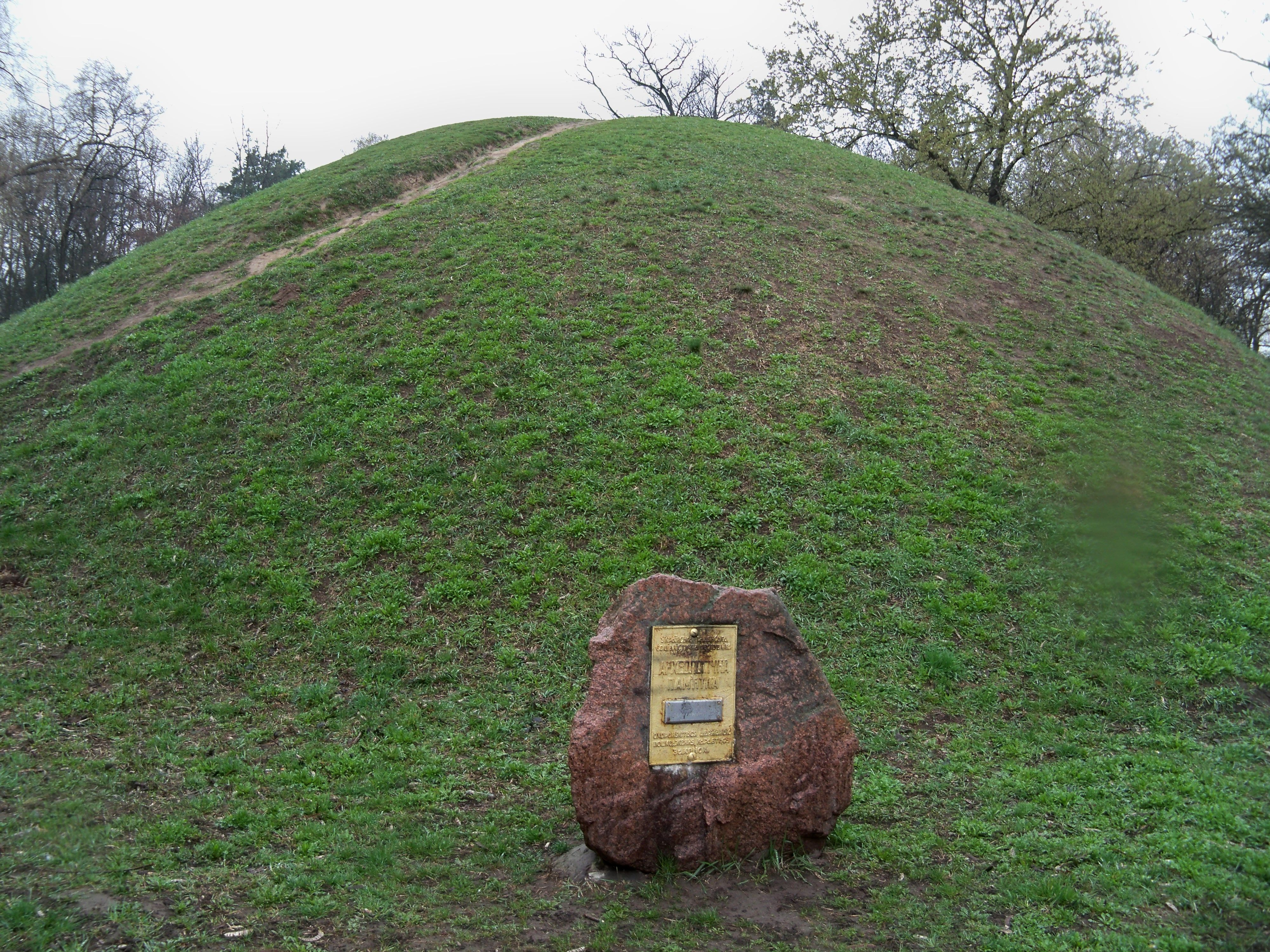
Пам'ятний камінь на Болдиній горі